# Ахье, Мишель-Ли
Мишель-Ли Ахье (англ. Michelle-Lee Ahye; род. 10 апреля 1992, Порт-оф-Спейн, Тринидад) — тринидадская легкоатлетка, бегунья на короткие дистанции, участница Олимпийских игр 2012, 2016 и 2020 годов, призёр чемпионата мира по лёгкой атлетике 2015 года (бронзовая медаль в эстафете 4×100 метров).

## Спортивная карьера
На международных соревнованиях Ахье выступает с 2007 года, неоднократно побеждала на юниорских и юношеских соревнованиях CARIFTA Games. В 2011 году она выступила на чемпионате мира в южнокорейском Тэгу, соревновалась в беге на 100 метров, с результатом 11,48 сек выбыла из борьбы на стадии полуфинальных забегов. В 2012 году Ахье представляла Тринидад и Тобаго на летних Олимпийских играх в Лондоне, в соревнованиях по бегу на 100 метров выбыла после второго квалификационного забега, показав время 11,32 сек. На чемпионате мира 2013 года в Москве Ахье вновь не прошла в финал на стометровке. Через два года, на чемпионате мира в Пекине, она была пятой в беге на 100 метров, показав время 10,98 сек, а также в составе сборной Тринидада и Тобаго стала бронзовым призёром в эстафете 4×100 метров.

## Личная жизнь
Открытая лесбиянка.